# Museo de etnología y paleontología (Antananarivo)
El Museo de etnología y paleontología (en francés: Musée d'Ethnologie et de Paléontologie) es un museo en la ciudad de Antananarivo, la capital del país africano de Madagascar. El museo muestra la historia prehistórica natural de la isla y el modo de vida de sus habitantes. Alberga una gran colección de animales disecados y esqueletos grandes de fauna local extinta. También se muestran exposiciones que cuentan la historia de muchos grupos étnicos del país, a través de sus costumbres y artesanías tradicionales.